# Iulian Postelnicu
Iulian Postelnicu (n. 25 iunie 1978, București) este un actor și scenarist român. În 2020, a primit premiul Gopo pentru cel mai bun actor în rol principal, datorită rolului din filmul Arest.

## Biografie
Postelnicu a absolvit Colegiul Național „Unirea” din Focșani și secția Actorie a Universității de Artă Teatrală și Cinematografică „Ion Luca Caragiale” din București, clasa profesorului Dem Rădulescu, promoția 2002.
A scris scenarii pentru emisiunile trupei Divertis și serialele tv Mondenii, Las Fierbinți și O săptămână nebună.

## Filmografie

### Film
| An   | Titlu                                                 | Rol                  | Note                                                             |
| ---- | ----------------------------------------------------- | -------------------- | ---------------------------------------------------------------- |
| 2009 | Weekend cu mama                                       | Barman               |                                                                  |
| 2009 | Amintiri din Epoca de Aur 2: Dragoste în timpul liber | Primul gardian       |                                                                  |
| 2009 | Francesca                                             | Mihai                |                                                                  |
| 2010 | Bass Jump                                             | The Manager          | Scurtmetraj                                                      |
| 2010 | Cu gust de căpșuni                                    | Robert               | Scurtmetraj                                                      |
| 2011 | Bora Bora                                             | Polițist             | Scurtmetraj                                                      |
| 2011 | Din dragoste cu cele mai bune intenții                | Vlad                 |                                                                  |
| 2012 | Minte-mă frumos                                       | un șmecher           |                                                                  |
| 2012 | Domestic                                              |                      |                                                                  |
| 2013 | Funeralii fericite                                    | Doru                 |                                                                  |
| 2015 | Un etaj mai jos                                       | Valentin „Vali” Dima | Nominalizat pentru Gopo pentru cel mai bun actor în rol secundar |
| 2016 | Apartament interbelic, zonă superbă, ultracentrală    | Radu                 | Scurtmetraj                                                      |
| 2018 | 100 Eur                                               | Andrei               | Scurtmetraj                                                      |
| 2018 | Un om la locul lui                                    |                      |                                                                  |
| 2018 | Moon Hotel Kabul                                      |                      |                                                                  |
| 2019 | Arest.                                                | Vali                 | Gopo pentru cel mai bun actor în rol principal                   |
| 2020 | Otto barbarul                                         | Costin Penea         |                                                                  |
| 2022 | Oameni de treabă                                      | Ilie                 | Gopo pentru cel mai bun actor în rol principal                   |
| 2022 | Aurică, viață de câine                                | Guță                 |                                                                  |
| 2023 | Ramon                                                 |                      |                                                                  |
| 2023 | Libertate                                             | Lt. Col. Dragoman    | Gopo pentru cel mai bun actor în rol secundar                    |
| 2024 | ‘‘Anul Nou Care N-a Fost(film din 2024)               | Ionuț Dincă          |                                                                  |

### Televiziune
| An   | Titlu              | Rol   | Televiziune | Note        |
| ---- | ------------------ | ----- | ----------- | ----------- |
| 2006 | Om sărac, om bogat |       | Pro TV      | 13 episoade |
| 2006 | La urgență         | Rareș | TVR 1       | Un episod   |
| 2008 | Vine poliția!      |       | Pro TV      | 10 episoade |
| 2012 | Las Fierbinți      | Doru  | Pro TV      | 12 episoade |